# Nils Ludvig Olsson
Nils Ludvig Olsson, född 5 mars 1893 i Lund, död 7 juni 1974 i Eslöv, var en svensk författare och folkskollärare. Pseudonym: Nils Ludvig.

## Biografi
Nils Ludvig Olsson föddes den 5 mars 1893 och växte upp på Möllevången i Lund, som då fortfarande till stor del var landsbygd. Hans far arbetade på Lunds bryggeribolag. Efter folkskollärarexamen i Lund 1914 arbetade Olsson som lärare i Linköping 1914–1916. Efter en kortare tid i Varberg var han verksam i Höör från 1917. Olsson var aktiv inom hembygdsrörelsen och satt bland annat i styrelsen för Frosta härads hembygdsförening.
Som författare är han framförallt känd för sin diktning på landsmål. Språklig förebild i dessa dikter var hans mor, född i Holmby i Frosta härad och Olsson menade att utan bygdemålet kan man inte komma gångna tiders människor och deras föreställningsvärld in på livet.
Nils Ludvig Olsson är begravd på Skarhults kyrkogård.